# استان لونگ آن
استان لونگ آن (به لاتین: Long An Province) یک استان در ویتنام است که در مکونگ دلتا واقع شده‌است.

## خصوصیات
استان لونگ آن ۴٬۴۹۱٫۸۷ کیلومترمربع مساحت و ۱٬۳۷۶٬۶۰۲ نفر جمعیت دارد.